# 삼성 갤럭시 A80
삼성 갤럭시 A80(Samsung Samsung Galaxy A80)은 삼성전자가 5세대 갤럭시 A 시리즈 라인업의 일부로 제조한 중형 안드로이드 스마트폰이다. 2019년 4월 10일 태국 방콕에서 열린 삼성 갤럭시 이벤트에서 출시되어, 2019년 5월 29일 발매되었다. 가장 눈에 띄는 특징은 전면 카메라가 없고 독특한 팝업 카메라를 택한 점이다.

## 사양

### 하드웨어
삼성 갤럭시 A80은 6.7인치 풀HD+(1080x2400픽셀) 가로 세로 비율이 20대 9로 '뉴 인피니티' 기술이 적용된 첫 삼성 스마트폰이다. 삼성 갤럭시 A80은 새로 출시된 스냅드래곤 730G SoC가 구동한다. 또 6개의 코어가 1.7GHz로 클럭 처리된 옥타코어 프로세서로 구동되며, 또한 8GB의 RAM과 128GB의 온보드 스토리지가 탑재되어있다. 전화기의 크기는 165.2x76.5x9.3mm이다. 또한 갤럭시 A80은 3700mAh 배터리와 25W의 초고속 충전 기술도 탑재됐다.

### 카메라

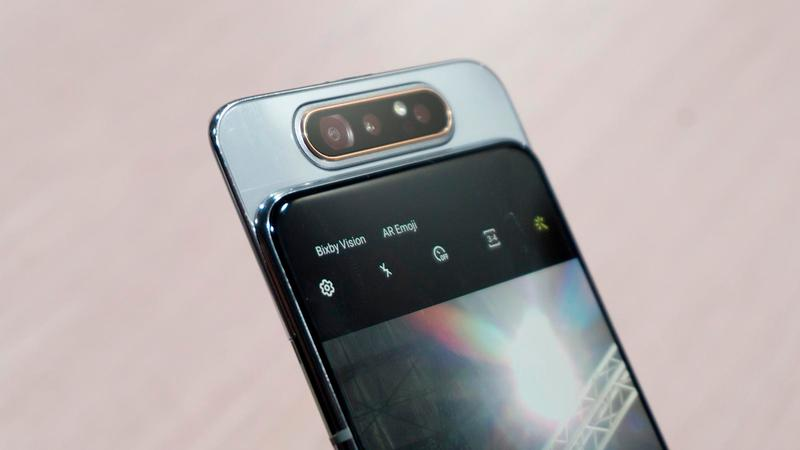
삼성 갤럭시 A80의 전면 카메라 변경시 모습

삼성 갤럭시 A80은 48메가픽셀 메인 카메라로 구성된 트리플 카메라와 초고화질 8메가픽셀 카메라, ToF 센서를 탑재했다. 셀카 모드로 전환하면 뒷면이 위로 미끄러져 자동으로 앞으로 회전하는 회전식 카메라도 선보였다.

### 소프트웨어
삼성 갤럭시 A80은 안드로이드 9.0에서 One UI로 구동된다. 삼성 갤럭시 A80은 빅스비, 삼성페이, 삼성헬스, 삼성녹스 등 많은 기능을 가지고 있다.
2021년 11월 현재 안드로이드 11으로 One UI 2.0을 지원한다.

## 평가
테크레이더의 존 메켄은 팝업카메라와 배터리 사용가능 시간이 넉넉해 좋았지만, 이어폰 연결을 휴대폰 충전부분에 끼워 연결해야 해 휴대폰 충전과 이어폰 연결을 함께할 수 없다는 점과, 휴대폰이 두껍다는 점을 단점으로 꼽았다.

## 소프트웨어 지원
One UI 1.1 (안드로이드 9)을 기본으로 탑재했으며 One UI 3.1 (안드로이드 11)까지 업데이트되었다.

## 같이 보기
- 삼성 갤럭시 A 시리즈
- 삼성 갤럭시